# ريتا (مغنية إسرائيلية)
ريتا جهان-فروز (بالعبرية: ריטה יהאן-פרוז ، الفارسية: ریتا جهانفروز، الإنجليزية: Rita Jahanforuz؛ 24 مارس 1962) والمعروفة باسم ريتا، مغنية بوب وممثلة إسرائيلية.

## روابط خارجية
- الموقع الرسمي
- Official YouTube page - live performances
- Persian-Israeli singer Rita performs Hayedeh's "Gol-e Sangam"
- ريتا على موقع IMDb (الإنجليزية)
- ريتا على موقع ميوزك برينز (الإنجليزية)
- ريتا على موقع أول ميوزيك (الإنجليزية)
- ريتا على موقع ديسكوغز (الإنجليزية)
- ريتا على موقع قاعدة بيانات الفيلم (الإنجليزية)